# Emipelvectomia

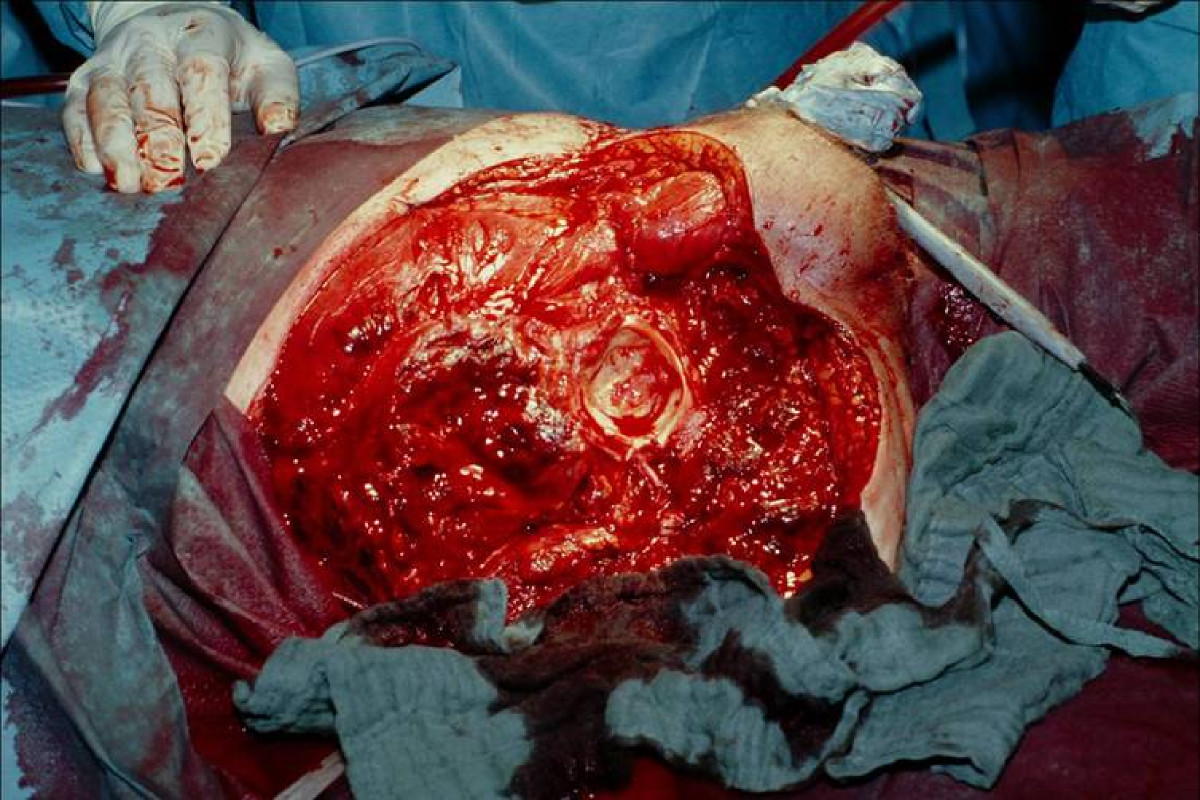
Emipelvectomia eseguita per gangrena gassosa

L'emipelvectomia è l'asportazione chirurgica di metà del bacino e dell'arto inferiore omolaterale.
Tale intervento può rendersi necessario in caso di tumori maligni o metastasi ossee della parte dello scheletro composta dall'anca e dall'osso sacro.